# كارل بيم
كارل بيم هو رسام كندي، ولد في 24 مايو 1943 في M'Chigeeng First Nation ‏ في كندا، وتوفي في 30 يوليو 2005.